# Trace Arena
Es un estadio multipropósito en Stara Zagora, Bulgaria.  Es actualmente utilizado principalmente para partidos de fútbol y juega de local el club Vereya. El estadio tiene una capacidad para 3.500 espectadores. Es propiedad de la compañía de construcción búlgara Trace Group Hold PLC, que también tiene los derechos de denominación del lugar.

## Historia
En 2014, el estadio se sometió a una reconstrucción parcial cuando se instalaron proyectores eléctricos. La construcción del stand principal comenzó el mismo año y se inauguró a principios de 2016. Tras el ascenso de Vereya a la Primera Liga búlgara, la construcción de otro stand en oposición al principal comenzó en el verano de 2016, y se completó en septiembre.
En 2017 el estadio fue sede de la final de la Copa de la Liga Amateur de Fútbol. También fue elegido como sede de la final de la  Supercopa de Bulgaria de 2018 el 5 de julio de 2018, que se disputó entre el Ludogorets Razgrad y Slavia Sofía.